# Cerro de San Pedro
Cerro de San Pedro är en kommunhuvudort i Mexiko.   Den ligger i kommunen Cerro de San Pedro och delstaten San Luis Potosí, i den centrala delen av landet, 400 km nordväst om huvudstaden Mexico City. Cerro de San Pedro ligger 2 040 meter över havet och antalet invånare är 4 021.
Terrängen runt Cerro de San Pedro är kuperad österut, men västerut är den platt. Terrängen runt Cerro de San Pedro sluttar brant västerut. Runt Cerro de San Pedro är det ganska glesbefolkat, med 30 invånare per kvadratkilometer. Närmaste större samhälle är San Luis Potosí, 19,9 km väster om Cerro de San Pedro. Trakten runt Cerro de San Pedro består i huvudsak av gräsmarker.